# Basilique Saint-Emmeran de Ratisbonne
La basilique Saint-Emmeram est une église catholique fondée vers 780, située en Bavière à Ratisbonne. Cette église dédiée à saint Emmeran était l'abbatiale de l'abbaye Saint-Emmeran, dispersée en 1731 par le prince-abbé. Après la sécularisation, l'abbatiale devient simple église paroissiale. Elle est élevée au rang de basilique mineure par Paul VI, le 5 mars 1964.

## Illustrations

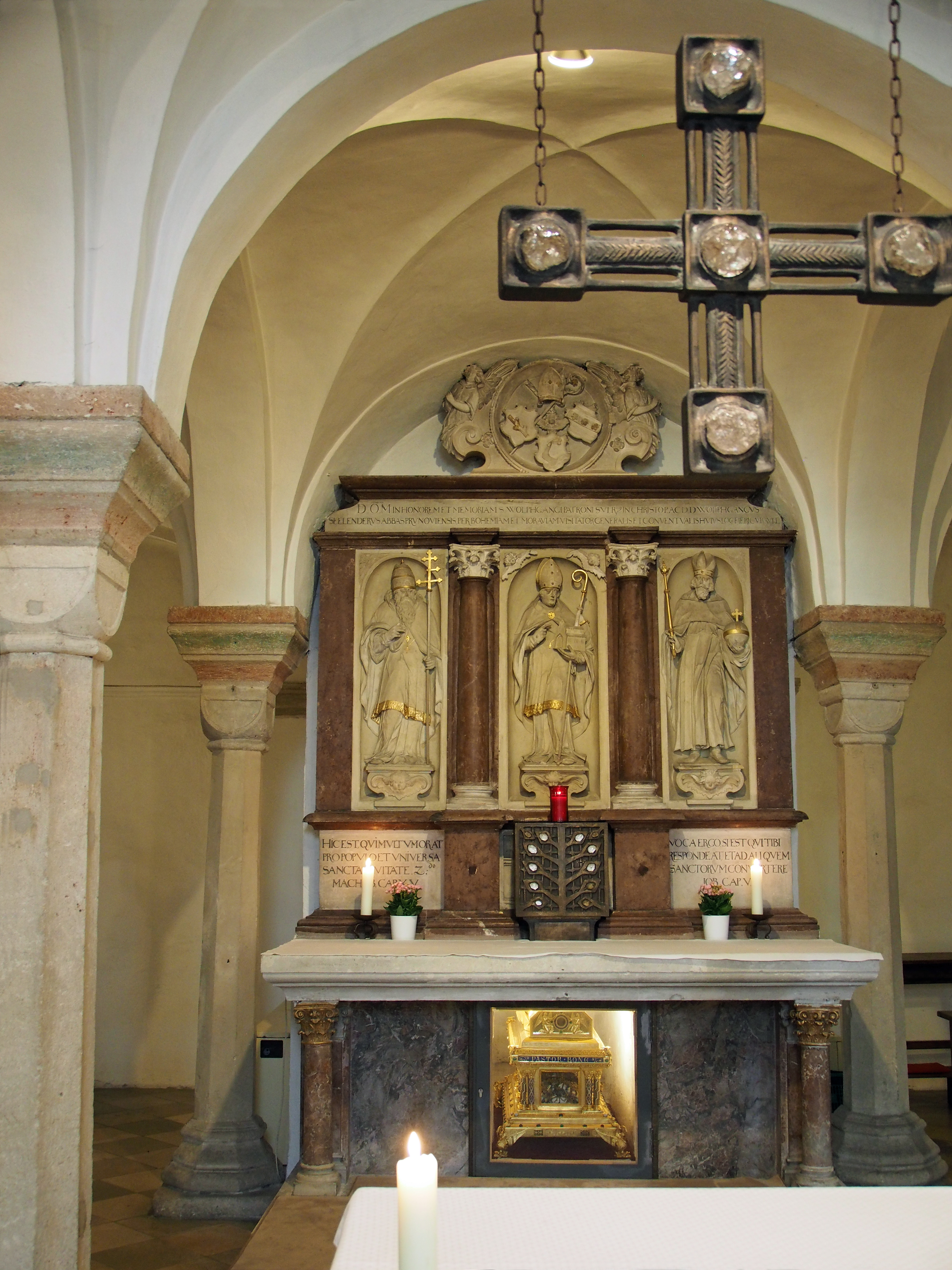
Crypte Saint-Wolfgang.
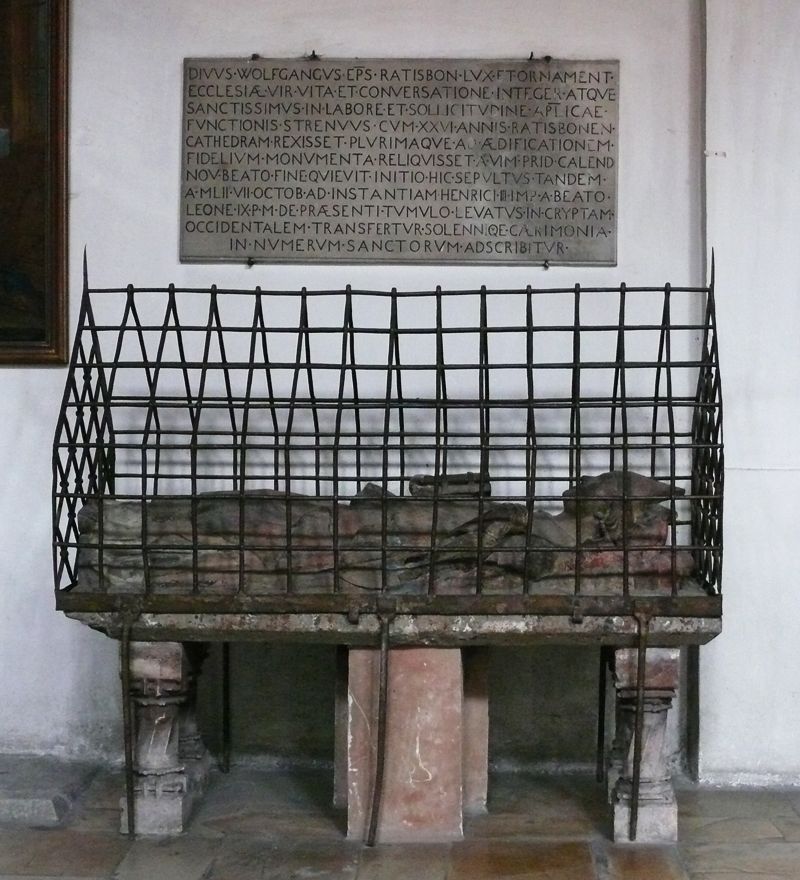
Saint Wolfgang.
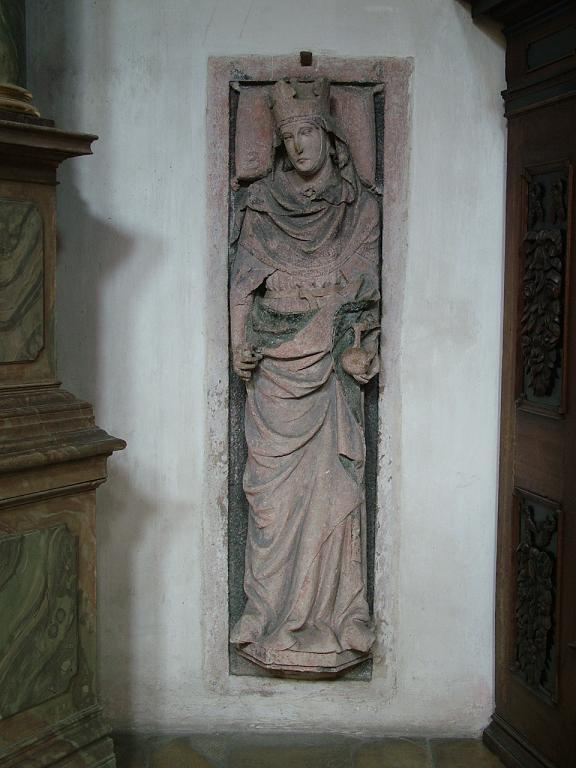
Statue de la reine Emma.